# Lignières-Ambleville
Lignières-Ambleville ist eine französische Gemeinde mit 704 Einwohnern (Stand 1. Januar 2022) im Département Charente in der Region Nouvelle-Aquitaine. Die Gemeinde gehört zum Arrondissement Cognac und zum Kanton Charente-Champagne.
Sie entstand mit Wirkung vom 1. Januar 2022 als Commune nouvelle durch Zusammenlegung der bis dahin selbstständigen Gemeinden Lignières-Sonneville und Ambleville, die fortan den Status von Communes déléguées besitzen. Der Verwaltungssitz befindet sich in Lignières-Sonneville.

## Geographie

### Lage
Lignières-Ambleville liegt im Westen des Départements, etwa 20 Kilometer südöstlich von Cognac und rund 30 Kilometer südwestlich von Angoulême in der Landschaft Charente.

### Gewässer
Lignières-Ambleville liegt im Einzugsgebiet des Flusses Charente.
Der Collinaud entspringt in der Nachbargemeinde Bonneuil und durchquert Lignières-Ambleville von Ost nach West, bevor er in den Né, einen Nebenfluss der Charente, mündet.

### Nachbargemeinden
Umgeben wird Lignières-Ambleville von den sieben Nachbargemeinden:
| Juillac-le-Coq | Segonzac Saint-Preuil                       |            |
| Verrières      | Kompassrose, die auf Nachbargemeinden zeigt | Bonneuil   |
|                | Criteuil-la-Magdeleine                      | Bellevigne |

### Gemeindegliederung
| Commune déléguée                       | Ehemaliger INSEE-Code | PLZ   | Fläche (km²) | Einwohnerzahl (2022) |
| -------------------------------------- | --------------------- | ----- | ------------ | -------------------- |
| Lignières-Sonneville (Verwaltungssitz) | 16186                 | 16130 | 16,36        | 545                  |
| Ambleville                             | 16010                 | 16300 | 05,09        | 159                  |

## Wirtschaft und Infrastruktur

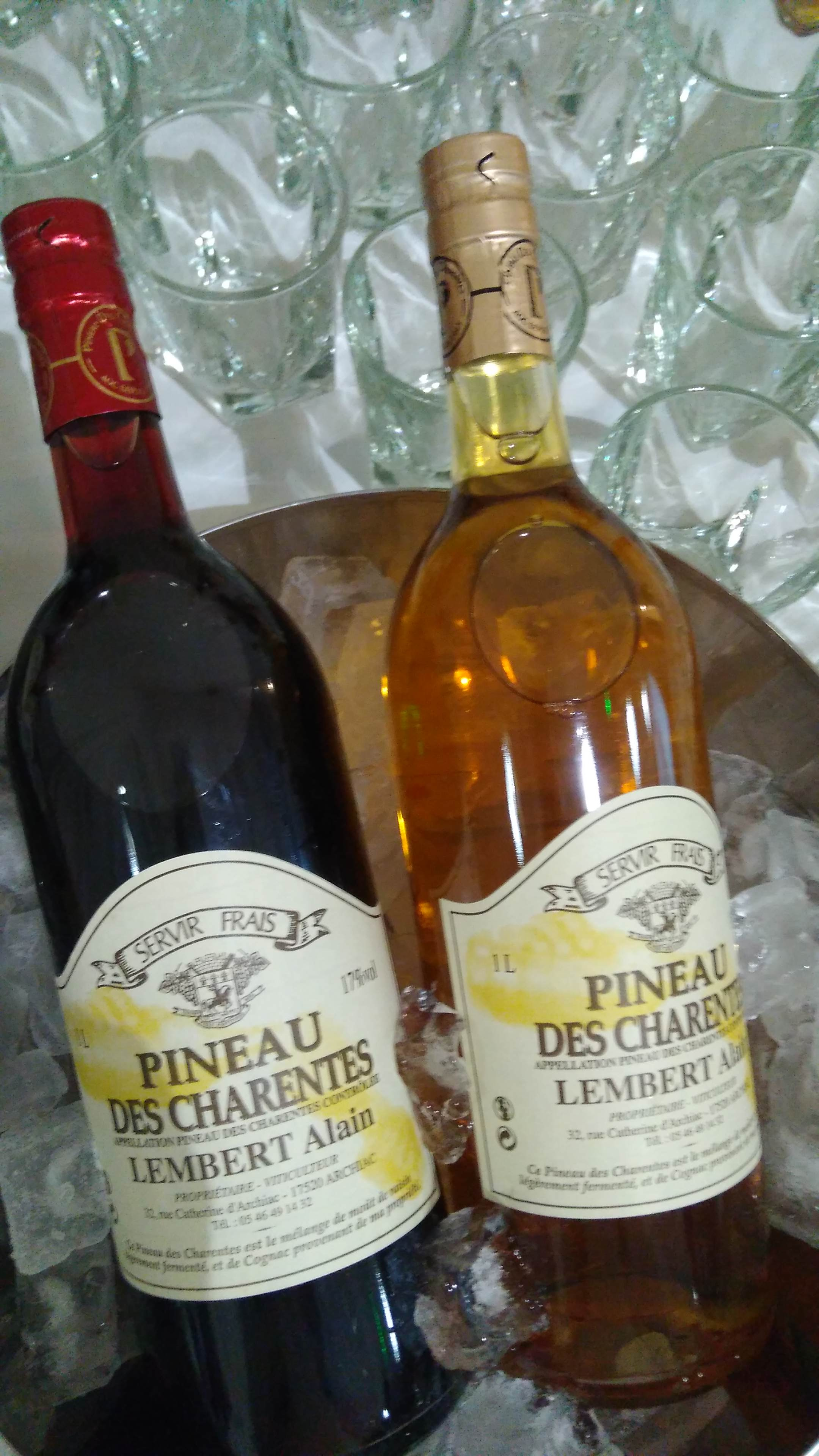
Flaschen des Pineau des Charentes in den Sorten weiß und rot

Die Landwirtschaft und vor allem der Weinbau spielten in den Dörfern der Charente immer schon eine wichtige Rolle. Während Getreide, Gemüse und Ölsaaten (Sonnenblumen) vorwiegend für den eigenen Bedarf angebaut wurden, konnte man mit dem Wein- (später auch Branntwein-) Export nach England, Schottland und andere Länder Nordeuropas gutes Geld verdienen, wobei sich allerdings die Weinbauern mit dem geringeren Teil des Verdienstes begnügen mussten. Heute gehört das Südufer der Charente bei Lignières-Ambleville zur Lage der Grande Champagne innerhalb des großen Anbaugebiets der Cognac-Weine.
Lignières-Ambleville liegt in den Zonen AOC
- der Buttersorten Charentes-Poitou, Charentes und Deux-Sèvres,
- des Cognacs mit den Bezeichnungen
  - Cognac Fine Champagne,
  - Cognac Grande Champagne oder Grande Fine Champagne und
  - Cognac ou Eau-de-vie de Cognac oder Eau-de-vie des Charentes und
- des Pineau des Charentes in den Sorten weiß, rosé und rot.[3]

### Bildung
Die Gemeinde verfügt über eine öffentliche Grundschule in Lignières-Sonneville mit 34 Schülerinnen und Schülern im Schuljahr 2021/2022 und eine öffentliche Grundschule Raoul Dupuy in Ambleville mit 18 Schülerinnen und Schülern im Schuljahr 2021/2022.

### Verkehr
Die Route départementale 699 und ehemalige Route nationale 699 durchquert die Gemeinde in Ostwestrichtung, die Route départementale 1 in Nordsüdrichtung und verbindet sie mit den Nachbargemeinden.

## Sehenswürdigkeiten
| Name                                | Ort                  | Bemerkungen                                                    | Bild |
| ----------------------------------- | -------------------- | -------------------------------------------------------------- | ---- |
| Schloss Lignières                   | Lignières-Sonneville | Frühes 17. Jahrhundert, als Monument historique klassifiziert  |      |
| Pfarrkirche Notre-Dame de Lignières | Lignières-Sonneville | Spätes 12. Jahrhundert, als Monument historique klassifiziert  |      |
| Pfarrkirche Sainte-Trinité          | Lignières-Sonneville | 12. Jahrhundert, als Monument historique eingeschrieben        |      |
| Kapelle Saint-Palais-des-Combes     | Lignières-Sonneville | Spätes 12. Jahrhundert, als Monument historique eingeschrieben |      |
| Logis chez Ballet                   | Lignières-Sonneville | Spätes 17. Jahrhundert, als Monument historique eingeschrieben |      |
| Schloss Monchoisi                   | Lignières-Sonneville | Zweite Hälfte des 19. Jahrhunderts                             |      |
| Kirche Saint-Pierre                 | Ambleville           | 12. Jahrhundert, als Monument historique eingeschrieben        |      |
| Burgruine                           | Ambleville           | 14. und 15. Jahrhundert                                        |      |